# فهرست بوستان‌های شیراز
شیراز به عنوان یک شهر تاریخی، باغ‌ها بوستان‌ها و بوستان‌های جنگلی بسیاری دارد.

## فهرست بوستان‌های جنگلی شیراز
- پارک ملت
- پارک لاله ، بلوار فدک
- پارک ایرانی
- پارک گلستان
- پارک پرواز
- پارک سعدی
- پارک آزادی ، بلوار آزادی
- پارک خلدبرین
- پارک حاشیه چمران
- بوستان ولیعصر
- پارک بعثت
- پارک مروارید ، بلوار رازی
- پارک انقلاب
- پارک شکوفه
- پارک خواجوی کرمانی
- پارک فضیلت ، بلوار مدرس
- پارک سیزده ابان
- پارک صاحب الامر
- پارک کودک زرهی
- پارک درکی
- پارک حدیث
- پارک والفجر
- پارک شهدا ، بلوار رضوان

- پارک هاشمی
- پارک کوهستانی ۷۰ هکتاری آبشار شهرک گلستان
- پارک رحمت ، بزرگراه رحمت
- پارک علوی
- پارک امام رضا
- پارک گلدشت
- پارک فاطمی
- پارک ارغوان
- پارک رضوی

- پارک سیبویه
- پارک فتحیه
- پارک رویا
- پارک آزادگان
- پارک شقایق
- پارک کشتکاران
- پارک معلم
- پارک گلهاشهرک منصوراباد
- پارک بزرگ مادر ، بلوار احمد بن موسی
- پارک حاشیه باهنر

- پارک کوهستانی بوستان ورودی بلوار ارامگاه سعدی

- لونا پارک
- پارک کوهستانی نور دروازه قرآن
- پارک و دریاچه فروزان
- پیاده راه و پیست دوچرخه سواری حاشیه بلوار حرم

- پارک وصال شیرازی
- پارک سایه بولوار رسول اعظم
- پارک کوهستانی دراک ، بزرگراه حسینی الهاشمی

- پارک جوان ، بلوار دلاوران بسیج

- پارک وصال شیرازی
- پارک سایه بلوار رسول اعظم
- پارک کوهستانی دراک
- پیاده راه استاد شجریان
- پیاده راه بهشت بولوار چمران

## فهرست باغ‌های شیراز
- باغ ارم
- باغ ملی
- باغ جهان‌نما
- باغ دلگشا
- باغ طاووسیه

- باغ جنت

- پارک مطهری
- نارنجستان قوام
- باغ عفیف آباد

## فهرست بوستان‌های شیراز
- بوستان شهید دوران نبش پل غدیر

- بوستان سه کنج بولوار کسائی
- بوستان حاشیه بزرگراه دکتر حسابی
- بوستان نماز بولوار رسول اعظم
- بوستان سیب زار قصردشت
- بوستان قدوسی
- بوستان هنر بولوار بعثت
- بوستان نیایش محله نیایش چمران
- بوستان و پیاده راه باباکوهی
- بوستان مادر بولوار سیاحتگر
- بوستان کوهپایه دروازه قران
- بوستان خورشید کلاه شهرک زیبا شهر
- بوستان نمازی شهرک دینکان
- بوستان حاشیه ای رهگذر نبش شهرداری منطقه ۶
- بوستان کوثر خیابان قصردشت
- بوستان گلها خیابان گلها معالی اباد
- بوستان بهار نارنج بولوار چمران
- بوستان ارشاد نبش زیرگذر صنایع
- بوستان شهرداری نبش شهرداری منطقه ۵
- بوستان قشقائی فلکه کوزه گری
- بوستان ولیعصر
- پارک کوهستانی بوستان ورودی بولوار ارامگاه سعدی
- بوستان سهراب سپهری شهرداری منطقه۱۱
- بوستان اردیبهشت بولوار کریم خان زند
- بوستان بنفشه بولوار محلاتی خیابان زنده یاد علیرضایی
- بوستان حدیث شهرک گلشن بولوار مطهری
- بوستان رجایی بولوار فرهنگ شهر
- بوستان فرهنگ بولوار فرهنگ شهر
- بوستان کتاب بولوار فرهنگ شهر
- بوستان سجادیه خیابان سجادیه فرهنگ شهر
- بوستان کوکب بولوار پرستار
- بوستان شهید کوهنورد شهرک عرفان نبش کمربندی
- بوستان خلیلی خیابان سراج
- پارک و دریاچه فروزان
- بوستان و پیاده راه وحدت بزرگراه دراک
- بوستان نهراعظم شهرک جوادیه نبش کمربندی